# ミンガス Ah Um
『ミンガス・アー・アム』（Mingus Ah Um）は、ジャズ・ベーシストのチャールズ・ミンガスが1959年に制作・発表したアルバム。

## 解説
「グッドバイ・ポーク・パイ・ハット」は、ミンガスが敬愛していたサックス奏者レスター・ヤングを追悼したバラード。ポーク・パイ・ハットとは、ヤングのトレードマークだった山高帽を意味する。この曲はスタンダード・ナンバーとなり、ジャズ界ではローランド・カーク、ギル・エヴァンス、マーカス・ミラー、綾戸智絵などがカバー。他ジャンルでは、ペンタングル『スウィート・チャイルド』、ジェフ・ベック『ワイアード』、ジョニ・ミッチェル『ミンガス』等で取り上げられている。
「フォーバス知事の寓話」は、ミンガスが人種差別に対して激しく抵抗していたことを示す曲。フォーバス知事とは、アメリカ合衆国アーカンソー州の知事で、本名オーヴァル・ユージン・フォーバス。1957年、リトル・ロック・セントラル高校で、アフリカ系アメリカ人の学生9人の入学が認められたが、差別主義者のフォーバスは、セントラル高校の人種融和措置に反対した。ミンガスは激怒して、1958年8月からライブでこの曲を演奏し、本作で初レコーディング。その後も度々再演された。人種差別を非難しつつ、そのことを音楽には持ち込まなかったマイルス・デイヴィスと、音楽を通して差別主義者を糾弾するというミンガスとの、スタンスの違いが表れている。同曲は、2006年に片山広明と渋さ知らズが発表した『片山広明 with 渋さ知らズ』でカヴァーされた。
「ブギー・ストップ・シャッフル」や「バード・コールズ」では、ミンガスが得意とする実験的なアレンジが聴ける。「オープン・レター・トゥ・デューク」は、ミンガスにとって最大のヒーローであるデューク・エリントンに捧げた曲。

## 収録曲
全曲チャールズ・ミンガス作曲。
1. ベター・ギット・イット・イン・ユア・ソウル - "Better Git It In Your Soul" - 7:22
2. グッドバイ・ポーク・パイ・ハット - "Goodbye Pork Pie Hat" - 5:44
3. ブギー・ストップ・シャッフル - "Boogie Stop Shuffle" - 5:02
4. 三色の自画像 - "Self-Portrait In Three Colors" - 3:06
5. オープン・レター・トゥ・デューク - "Open Letter To Duke" - 5:51
6. バード・コールズ - "Bird Calls" - 6:17
7. フォーバス知事の寓話 - "Fables Of Faubus" - 8:14
8. プシー・キャット・デューズ - "Pussy Cat Dues" - 9:14
9. ジェリー・ロール - "Jelly Roll" - 6:17

### 再発時のボーナス・トラック
1. ペダル・ポイント・ブルース - "Pedal Point Blues" - 6:30
2. GGトレイン - "GG Train" - 4:39
3. ガール・オブ・マイ・ドリームス - "Girl of My Dreams" - 4:08

## 演奏メンバー
- チャールズ・ミンガス - ベース
- ジミー・ネッパー - トロンボーン
- ウィリー・デニス - トロンボーン
- ジョン・ハンディ - アルト・サクソフォーン、クラリネット
- シャフィ・ハディ - アルト・サクソフォーン、テナー・サクソフォーン
- ブッカー・アーヴィン - テナー・サクソフォーン
- ホレス・パーラン - ピアノ
- ダニー・リッチモンド - ドラム